# Primo Nebiolo
Primo Nebiolo (Torino, 14 luglio 1923 – Roma, 7 novembre 1999) è stato un dirigente sportivo italiano.

## Carriera sportiva
Comincia a praticare l'atletica leggera nel 1939, presso il Liceo Ginnasio Cavour di Torino, particolarmente nelle discipline veloci e nel salto in lungo. Gareggia inoltre nel gruppo sportivo del Dopolavoro Ferroviario. Nel 1939 e nel 1940 partecipa a due distinte edizioni dei Ludi juveniles della Gioventù Italiana del Littorio. Consegue la maturità presso il Liceo Margara. Si iscrive quindi alla Facoltà di Giurisprudenza dell'ateneo torinese e da universitario continua a gareggiare per la squadra del Guf Torino.
Con lo scoppio della seconda guerra mondiale, Nebiolo cerca dapprima, nonostante le ingenti difficoltà logistiche, di continuare l'attività agonistica. Viene costretto, in un secondo tempo, a sospenderla a seguito del suo arruolamento di forza nelle Milizie universitarie repubblicane a Milano. Arrestato dai nazisti nel 1944, evade dal carcere e si aggrega alle forze partigiane in Monferrato. Nel dopoguerra, riprende l'attività agonistica nelle file del Gruppo sportivo Ganda; si trasferisce poi, nel 1946, al Lancia, per il quale gareggia sino al 1950.
Presidente della FISU, creò le Universiadi. Fu inoltre presidente del CUS Torino dal 1947, conservando poi la carica per tutta la vita.
Nel 1981 fu eletto presidente della federazione internazionale d'atletica leggera, incarico che tenne fino alla morte.
Fu il primo presidente dell'Associazione delle federazioni degli sport olimpici estivi, fondata nel 1983 e mantenne l'incarico fino alla morte, avvenuta a Roma il 7 novembre 1999 a causa di un arresto cardiaco.